# نبردهای حماسی تاریخی رپ
نبردهای حماسی تاریخی رپ مجموعه سریالی است که در یوتیوب پخش می‌شود. برنامه توسط پیتر شوکاف (به انگلیسی: Peter Shukoff) (معروف به نایس پیتر (به انگلیسی: Nice Peter)) و لوید آلکویست (به انگلیسی: Lloyd Ahlquist) (معروف به اپیک لوید (به انگلیسی: EpicLLOYD)) ساخته شد. این مجموعه چندی از شخصیت‌های معروف تاریخی، سیاسی و حتی تخیلی را برای اجرای رپ در برابر هم قرار می‌دهد.
هر چند در قسمت‌های اول تنها نایس پیتر و اپیک لوید به بازیگری و خوانندگی می‌پردازند، بعدها شخصیت‌های معروف اینترنتی همچون لیزا دونووان، تیموتی دلاگتو، جورج واتسکی، دی استورم پاور، رت و لینک و کسم جی نیز به آن‌ها اضافه می‌شوند.
نبردهای حماسی تاریخی رپ از دسامبر ۲۰۱۱ در کانال خود در یوتیوب قرار گرفت و تاکنون چهار فصل و ۵۸ قسمت از آن بر روی اینترنت پخش شده است.

## زمینه
ایدهٔ اصلی روبرو ساختن شیخصیت‌های معروف ابتدا به نظر اپیک لوید رسید که بعدها به همراهی نایس پیتر با وجود سختی‌های زیاد توانستند برنامه را از یوتیوب پخش کنند.
در قسمت پانزدهم با نام «نبرد نهایی» انظار می‌رفت برنامه به آخر رسیده باشد. البته بعدها دوباره در ۸ دسامبر ۲۰۱۱ نبردهای حماسی تاریخی رپ با کانالی جدید با نام ای آر بی بر روی اینترنت منتشر شد. همچنین برای پشت صحنه‌های کانالی جداگانه با نام ای آر بی ۲ ساخته شد.
نایس پیتر با همراهی میکر استدیوز وب‌گاهی نیز برای این سریال ایجاد کردند که در آن امکان رای دادن به شخصیت‌ها و مطالعه زندگینامه آن‌ها وجود دارد.
نبردهای حماسی تاریخی رپ یکی از پر بیننده‌ترین سریال‌های موجود در یوتوب بود طوری که کانال نایس پیتر را (که فصل اول از آن طریق پخش می‌شد) به رتبهٔ نود و هشتم پربیننده‌ترین کانال‌های یوتیوب در تاریخ تبدیل کرد. در میانه‌های سال ۲۰۱۲ نبردهای حماسی تاریخی رپ بر روی هم دارای بیش از ۵۵۷ میلیون بیننده بود. در ماه آگوست همان سال نیز به بیش از ۱٫۵ میلیون مشترک دست یافت.
در حال حاضر ۴ فصل کامل از این سری تولید شده است. فصل پنجم نیز در حال تولید است.

## قسمت ها
| فصل | فصل         | قسمت‌ها      | تاریخ پخش            | تاریخ پخش            |
| فصل | فصل         | قسمت‌ها      | تاریخ پخش اولین قسمت | تاریخ پخش آخرین قسمت |
| --- | ----------- | ----------- | -------------------- | -------------------- |
|     | ۱           | ۱۵          | ۲۶ سپتامبر ۲۰۱۰      | ۱۶ نوامبر ۲۰۱۱       |
|     | ۲           | ۱۸          | ۸ دسامبر ۲۰۱۱        | ۲۲ آوریل ۲۰۱۳        |
|     | ۳           | ۱۲          | ۷ اکتبر ۲۰۱۳         | ۱۴ ژوئیه ۲۰۱۴        |
|     | ۴           | ۱۲          | ۱۰ نوامبر ۲۰۱۴       | ۳ اوت ۲۰۱۵           |
|     | #نبرد جایزه | #نبرد جایزه | ۱۶ دسامبر ۲۰۱۵       | ۱۶ دسامبر ۲۰۱۵       |
|     | ۵           |             | ۲ آوریل ۲۰۱۶         |                      |

نایس پیتر همچنین تمایلات خود را برای ساخت قسمت‌های جدیدی نیز اعلام کرده است:
- رونالد مک دونالد در برابر کلونل ساندرز
- هری پاتر در برابر ادوارد کالن
- هنری هشتم در برابر هیلاری کلینتون
- اش کتچام در برابر چارلز داروین